# Gengenbach
Gengenbach is een plaats in de Duitse deelstaat Baden-Württemberg, gelegen in het Ortenaukreis. De stad telt 10.950 inwoners (Op 31-12-2006).

## Geografie
Gengenbach heeft een oppervlakte van 61,91 km² en ligt in het zuidwesten van Duitsland.

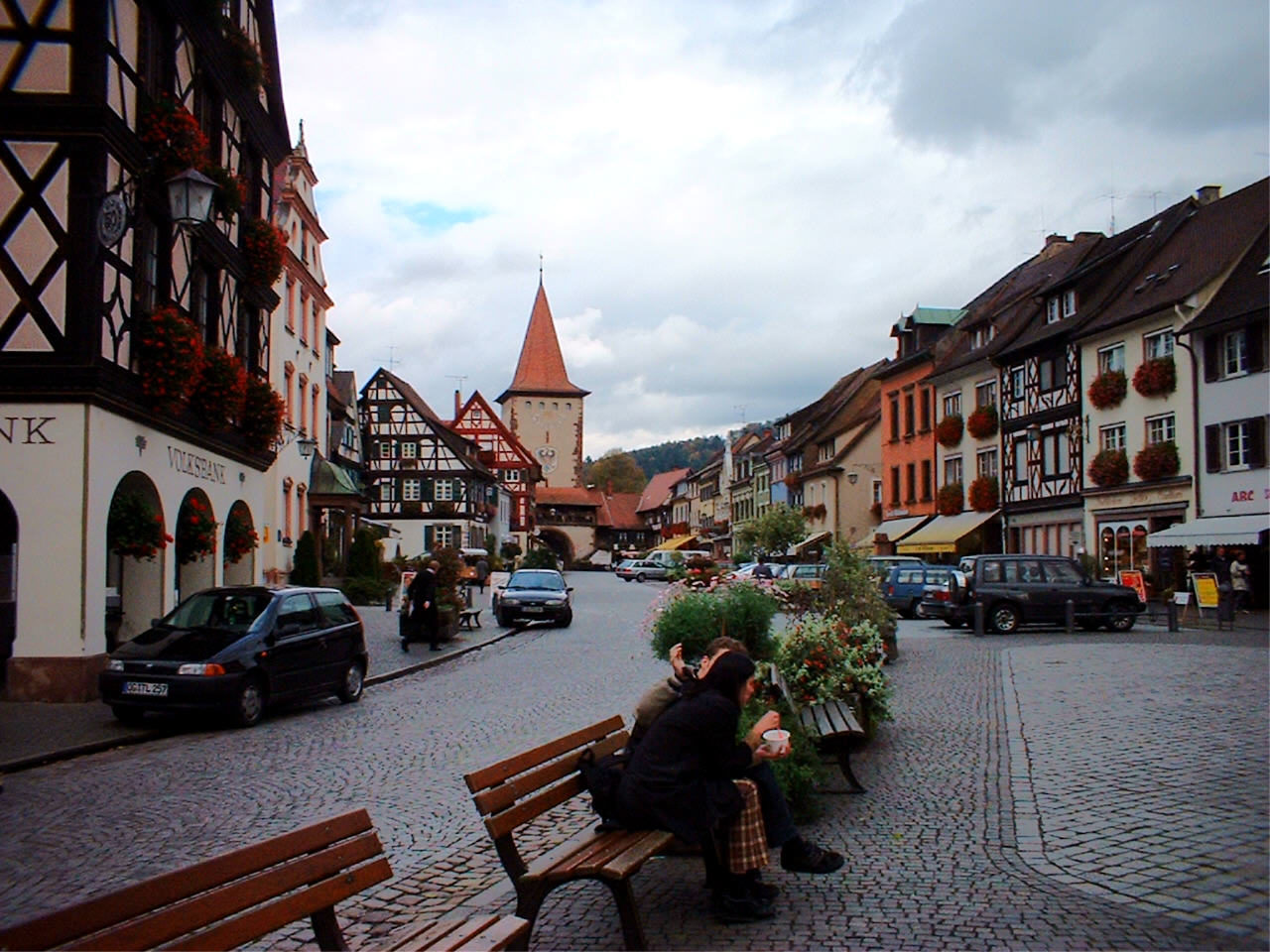
Het centrum van de stad.

## Historie
Binnen het Heilige Roomse Rijk bestonden twee staten met de naam Gengenbach, namelijk de rijksabdij en de rijksstad.
- zie Abdij Gengenbach
- zie Rijksstad Gengenbach.

Bij de Reichsdeputationshauptschluss van 25 februari 1803 werd in paragraaf 5 geregeld dat zowel de rijksstad als de rijksabdij bij het nieuwe keurvorstendom Baden worden ingelijfd.
Achern ·
Appenweier ·
Bad Peterstal-Griesbach ·
Berghaupten ·
Biberach ·
Durbach ·
Ettenheim ·
Fischerbach ·
Friesenheim ·
Gengenbach ·
Gutach (Schwarzwaldbahn) ·
Haslach im Kinzigtal ·
Hausach ·
Hofstetten ·
Hohberg ·
Hornberg ·
Kappel-Grafenhausen ·
Kappelrodeck ·
Kehl ·
Kippenheim ·
Lahr/Schwarzwald ·
Lauf ·
Lautenbach ·
Mahlberg ·
Meißenheim ·
Mühlenbach ·
Neuried ·
Nordrach ·
Oberharmersbach ·
Oberkirch ·
Oberwolfach ·
Offenburg ·
Ohlsbach ·
Oppenau ·
Ortenberg ·
Ottenhöfen im Schwarzwald ·
Renchen ·
Rheinau ·
Ringsheim ·
Rust ·
Sasbach ·
Sasbachwalden ·
Schuttertal ·
Schutterwald ·
Schwanau ·
Seebach ·
Seelbach ·
Steinach ·
Willstätt ·
Wolfach ·
Zell am Harmersbach